# دوميتيوس ألكسندر
لوشيوس دوميتيوس ألكسندر (باللاتينية: Lucius Domitius Alexander) ولد غالباً في فريجيا. هو فيقار من سنة 308 إلى سنة 311. اختلف مع الإمبراطور مكسنتيوس بسبب سياسته برفع الضرائب. وعندما طلب الإمبراطور مكسينتيوس إرسال ابنه إلى روما كدليل على تأييده، رفض دوميتيوس ألكسندر هذا وأعلن نفسه إمبراطور في أفريقية في تونس حالياً وعلى شمال ليبيا والجزائر والمغرب وكذلك سردينيا وقرر حين ذلك التحالف مع قسطنطين. أرسل ماكسينتيوس بعد ذلك روفيوس فولوسيانوس وزيناس لأجل ردعه، فتم هزيمته وثم تم أسره واعدامه بالخنق. قام مكسينتيوس فيما بعد بمصادرة كل ممتلكاته ومحو أي ذكر له في السجلات.